# Virus khảm lá bí
Virus khảm lá bí (tiếng Anh: Squash mosaic virus; viết tắt: SqMV) là bệnh do virus khảm phổ biến trên những cây bí, bao gồm cả dưa, trong họ Cucurbitaceae. Nó xuất hiện khắp thế giới. Virus chủ yếu được lây truyền từ những con bọ cánh cứng, bao gồm bọ cánh cứng ăn lá (Acalymma trivittata), Diabrotica undecimpunctata, và bọ rùa 28 chấm (Henosepilachna vigintioctopunctata), cũng như một số bọ cánh cứng khác. Cây bị nhiễm virus trong nước bọt của bọ cánh cứng tiết ra khi chúng ăn cây. Bọ cánh cứng nhiễm virus khi chúng ăn những cây bị bệnh và có thể giữ virus trong cơ thể chúng đến 20 ngày. Không giống như những virus gây bệnh khảm khác trên cây bí, những con rệp vừng (aphidoidea) không lây truyền SqMV. Ở dưa, nó có thể lây truyền qua hạt. Hậu quả là những chiếc lá bị vàng, hóa cứng, khảm màu xanh đậm, phồng lên, gân lá mất màu. Những triệu chứng bao gồm "đốm vàng rõ rệt, dải bao quanh gân lá màu xanh, và lá bị xoăn". Trái của những cây bị bệnh cũng bị ảnh hưởng, trở nên úa và mất hình dạng. Có hai dòng virus: dòng 1 ảnh hưởng mạnh trên dưa hơn là trên bí, trong khi dòng 2 thì ngược lại.
SqMV ảnh hướng đối với tất cả các loài bầu bí (họ Cucurbitaceae) và một số chi trong họ Hydrophyllaceae, họ Đậu, và họ Hoa tán, ngoại trừ phần lớn các chủng phân lập không ảnh hưởng lên dưa hấu. SqMV và virus khảm dưa chuột (CMV) là những virus phổ biến nhất trong họ bầu bí, với CMV phổ biến hơn. Kendrick được cho là đã phát hiện ra SqMV vào năm 1934, mặc dù McClintock có thể đã phát hiện ra nó vào năm 1916 khi ông mô tả mội loại virus khá giống, gọi là "virus dưa chuột".